# Centaurus A
Centaurus A (appelée également NGC 5128 et Caldwell 77) est une galaxie lenticulaire située dans la constellation du Centaure. NGC 5128 a été découvert par l'astronome écossais James Dunlop en 1826.
C'est une des radiogalaxies les plus proches de la Terre, par conséquent son noyau galactique actif a été particulièrement étudié par les astronomes professionnels.

## Description

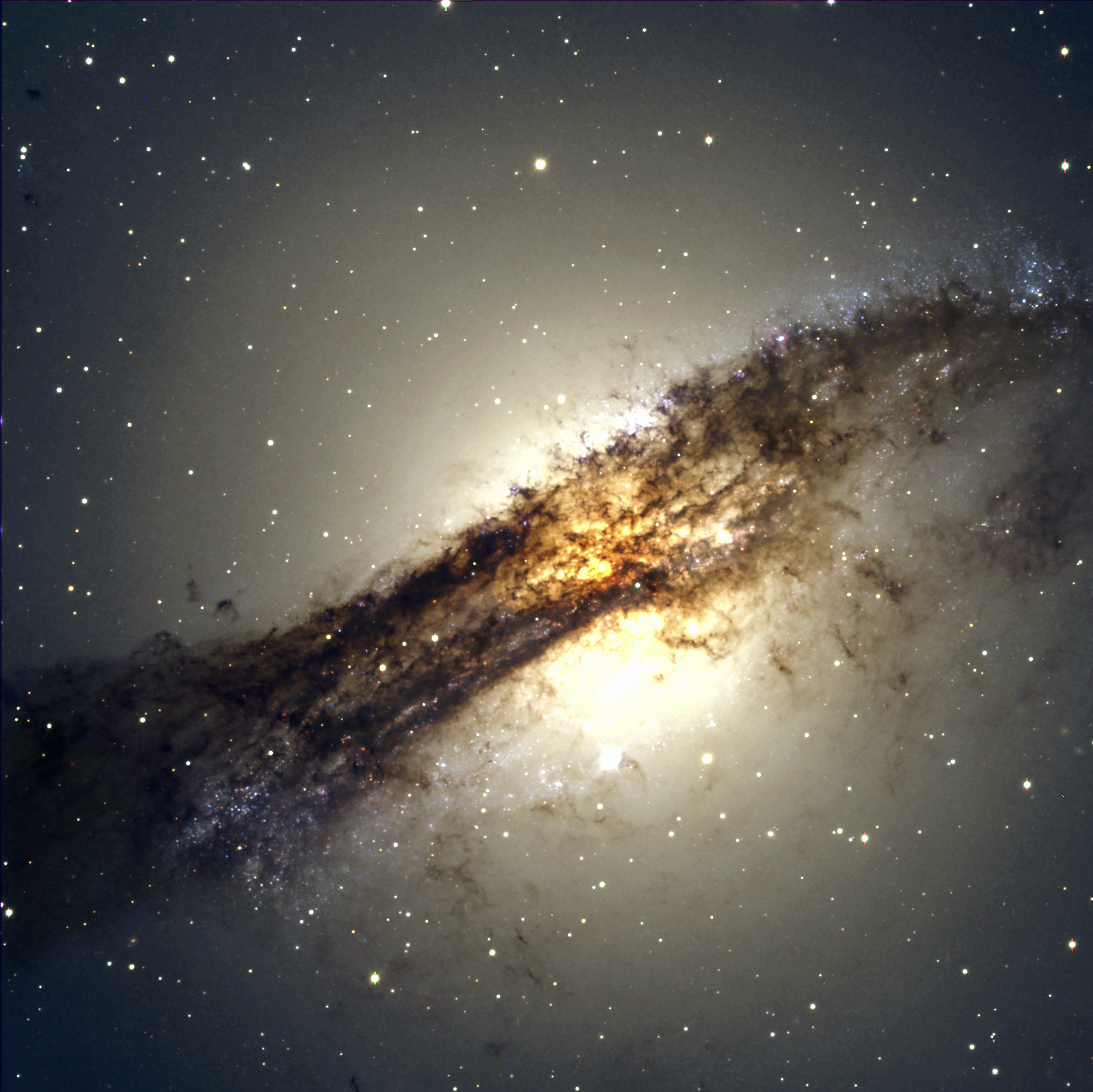
Image provenant de l'Observatoire européen austral.

Sa vitesse par rapport au fond diffus cosmologique est de 547 ± 5 km/s, ce qui correspond à une distance de Hubble de 11,84 ± 0,87 Mpc (∼38,6 millions d'al).
L'activité de son noyau est de type Seyfert 2 et aussi de type BL Lacertae (BL Lac). La luminosité de la galaxie Centaurus A (NGC 5128) dans l'infrarouge lointain (de 40 à 400 µm)  est égale à 8,71 × 109 {\displaystyle L_{\odot }} (109,94{\displaystyle L_{\odot }}) et sa luminosité totale dans l'infrarouge (de 8 à 1 000 µm) est de 1,29 × 1010 {\displaystyle L_{\odot }} (1010,11{\displaystyle L_{\odot }}).
Dans sa plus grande dimension, le diamètre apparent en lumière visible de Centaurus est de 25,7′. C'est aussi la cinquième galaxie la plus brillante du ciel, ce qui en fait une cible idéale pour les astronomes amateurs, bien qu'elle soit seulement visible depuis les faibles latitudes nordiques et depuis l'hémisphère sud. En onde radio, Centaurus A est l'un des plus brillants et des plus vastes objets du ciel s'étendant, sur presque 20 fois le diamètre apparent de la Lune.
Un jet relativiste, qui extrait de l'énergie du trou noir supermassif au centre de cette galaxie, est responsable des émissions dans le domaine des rayons X et du jet observé en radio. En analysant les observations radio du jet sur une période d'une décennie, les astronomes ont calculé que les zones internes du jet se déplacent à environ la moitié de la vitesse de la lumière. Les rayons X sont produits plus loin lorsque le jet heurte le gaz environnant en produisant des particules de haute énergie. Le jet rayons X du Centaure A mesure des milliers d'années-lumière, tandis que celui en onde radio mesure plus d'un million d'années-lumière.
Comme observé dans d'autres galaxies à sursaut d'étoiles, une collision est responsable de l'intense flambée de formation d'étoiles. À l'aide du télescope spatial Spitzer, les astronomes ont montré que Centaurus A est dans une phase de collision galactique en avalant une galaxie spirale.

## Morphologie
Centaurus A est décrite comme ayant une morphologie particulière. Vue de la Terre, la galaxie ressemble à une galaxie lenticulaire ou elliptique avec une bande de poussières superposée. La particularité de cette galaxie fut remarquée pour la première fois en 1847 par John Herschel, et elle a été incluse dans l'Atlas of Peculiar Galaxies d'Halton Arp (publié en 1966) comme étant un des meilleurs exemples d'une galaxie « perturbée » obscurcie par une bande de poussières. La morphologie inhabituelle de la galaxie est généralement expliquée comme étant le résultat d'une fusion entre deux galaxies plus petites.
Le bulbe de cette galaxie est constitué principalement de vieilles étoiles rouges. Cependant, le disque de poussières est le siège d'une formation d'étoiles plus récente ; plus de 100 régions de formation d'étoiles ont été identifiées dans le disque.

## Distance de NGC 5128
Centaurus A est trop près du Groupe local et on ne peut utiliser le décalage vers le rouge pour déterminer sa distance. Cependant, 54 mesures indépendantes du décalage ont été réalisées et la valeur moyenne de ce vaste échantillon donne une valeur de 3,812 ± 0,834 Mpc (∼12,4 millions d'al). Notons que c'est avec la valeur moyenne des mesures indépendantes, lorsqu'elles existent, que la base de données NASA/IPAC calcule le diamètre d'une galaxie.

## Découverte et chronologie de son étude
Source, première observation optique et en onde radio de Centaurus A.
- 1826 : NGC 5128 a été découvert par James Dunlop le 29 avril.
- 1847 : John Herschel catalogue la galaxie comme une nébuleuse extraordinaire.
- 1949 : John Gatenby Bolton , Bruce Slee et Gordon J. Stanley (en) découvrent que NGC 5128 une source radio extragalactique[17].
- 1954 : Walter Baade et Rudolph Minkowski proposent que la forme extraordinaire de NGC 5128 résulte de l'union d'une grande galaxie elliptique et d'une petite galaxie spirale.
- 1970 : Découverte des émissions de rayons X grâce à l'utilisation d'une fusée-sonde[18].
- 1975-76 : Découverte du rayonnement gamma.
- 1979 : Découverte du jet de rayons X avec le télescope spatial Einstein[19].
- 1979 : Découverte de la supernova SN 1986G (en)
- 1996 : Le télescope Hubble permet de découvrir de jeunes étoiles bleues le long de la bande de poussière.
- 1999 : Plus de 200 sources ponctuelles de rayonnement X sont localisées avec le télescope spatial Chandra[20].
- 2006 : Dans le domaine de l'infrarouge, le télescope spatial Spitzer découvre une structure en forme de parallélogramme. Cette structure est interprétée comme étant les restes d'une galaxie spirale absorbée par NGC 5128[21].
- 2008 : Plusieurs années d'étude utilisant l'observatoire Pierre-Auger indiquent que Centaurus A est une source de rayons cosmiques[22]
- 2009 : Détection de rayonnement gamma de très haute énergie (plus de 100 GeV en utilisant l'observatoire High Energy Stereoscopic System (HESS) situé en Namibie[23].

## Structure
Cette galaxie contient un noyau actif en raison de la présence d'un trou noir supermassif d'où émanent deux jets opposés de matière. La zone centrale est surtout composée de vieilles étoiles rouges. Cette zone est traversée par un disque de poussière fortement courbé qui contient aussi des gaz atomiques et moléculaires. De nouvelles étoiles ont récemment vu le jour près du disque. Des observations en infrarouge ont montré que plusieurs étoiles naissent à l'intérieur du disque. Des images dans d'autres domaines du spectre électromagnétique ont révélé d'autres structures comme une extension faiblement visible le long de l'axe principal de la galaxie et un systèmes de filaments. Des images à long temps d'exposition ont aussi révélé des structures en forme de coquille.

### Trou noir supermassif
Selon une étude réalisée auprès de 76 galaxies par Alister Graham en 2008, le bulbe central de NGC 5128 renferme un trou noir supermassif dont la masse est estimée à 4,9+1,8
−1,1 x 107 {\displaystyle M_{\odot }}. Selon une autre étude publiée en 2009, la masse du trou noir central est de (5,5 ± 3,0) x 107{\displaystyle M_{\odot }}.
L'étude de Centaurus A en onde radio montre aussi la présence d'un trou noir supermassif dont la masse est estimée à 55 millions de fois la masse du Soleil.
Selon les auteurs d'un article publié en 2012, la connaissance de la masse d'un trou noir central et du taux d'accrétion par celui-ci permet d'estimer le taux de formation d'étoiles dans la région centrale des galaxies de type Seyfert. Ce taux pour Centaurus A (NGC 5128) serait à l'intérieur et à l'extérieur d'un rayon de 1 kpc respectivement de 0,37 {\displaystyle M_{\odot }}/an  et de 0,71 {\displaystyle M_{\odot }}/an
.

### Région centrale

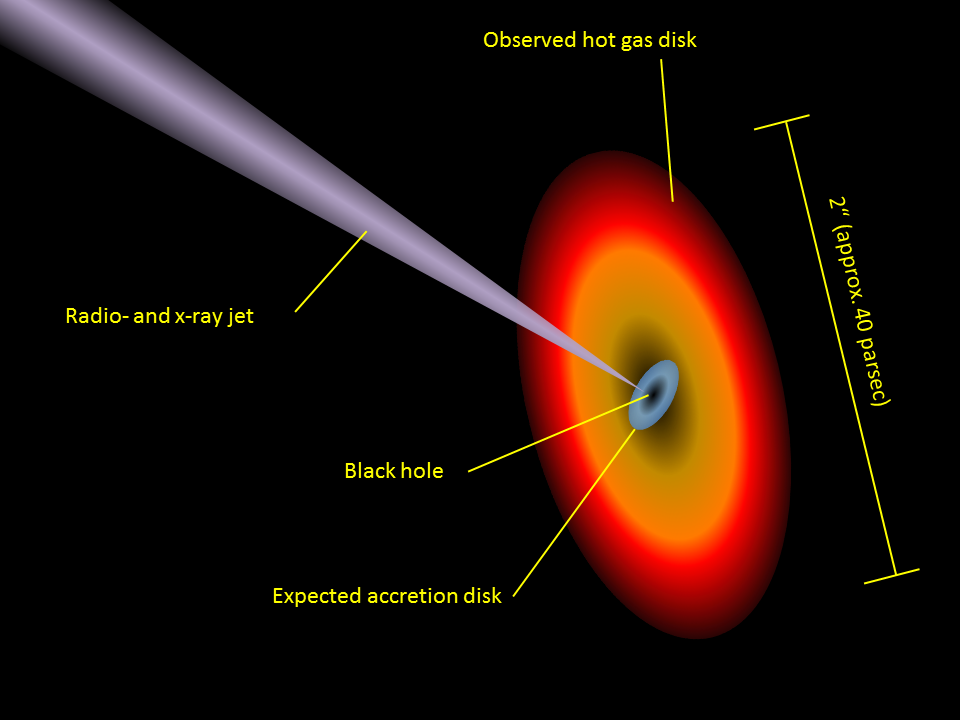
La partie centrale de Centaurus A.

Le noyau de Centaurus A est très compact et il présente une variation remarquable de l'intensité de son rayonnement en onde radio et en rayon X. Près du noyau, les raies d'absorption de l'hydrogène montre que la majeure partie de la matière tombe vers celui-ci. De part et d'autre du noyau, il existe des jets linéaires dont la matière atteint presque des vitesses relativistes. En plus de la lumière visible, ces jets émettent des ondes radio et des rayons X. À une distance d'environ 5 kpc (∼16 300 al), les jets s'élargissent en forme de champignon. Les nuages radio à l'extrémité des jets s'étendent jusqu'à une distance de 250 ± 2 kpc (∼815 000 al).
Un disque compact avec une cavité centrale entoure le noyau. Le plan de ce disque est perpendiculaire à la direction des jets internes, alors qu'il est lui-même incliné par rapport au petit axe de la galaxie. Le mécanisme, qui focalise le jet, est probablement lié au disque entourant le noyau. Il semble précesser par périodes d'environ 107 ans. L'objet central est un trou noir supermassif de masse moyenne. On ne sait pas clairement si ce trou noir a toujours été dans Centaurus A ou s'il est né à la suite de la fusion avec une galaxie spirale avec une possible rencontre avec le trou noir de cette dernière.

### Bande de poussière
La bande de poussière qui traverse la galaxie est en réalité un disque vu de côté. Elle est composée d'une population d'étoiles riches en métaux, de nébuleuses et de nuages de poussière. Sa métallicité est voisine de celle du Soleil.

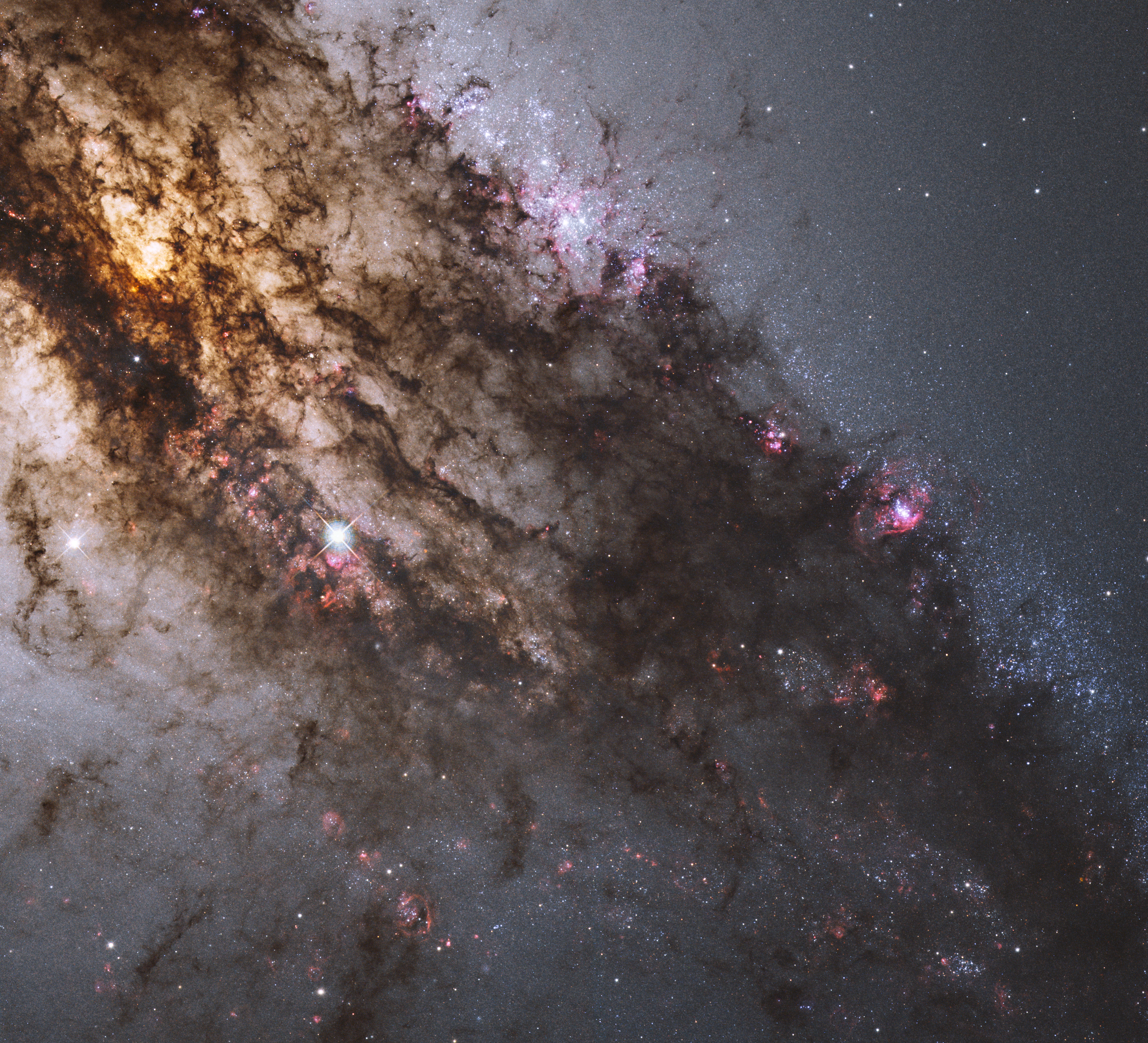
La vision panchromatique de Hubble permet de révéler la présence de jeunes amas d'étoiles bleues.

Dans cette région, un sursaut de formation d'étoiles a commencé il y a environ 50 millions d'années. Au moins une centaine de régions HII ont été créées et se sont intégrées au disque. Près du nord-est et du sud-est de la bande sombre, on peut observer des associations OB, c'est-à-dire des groupes de jeunes étoiles bleues. Le taux de formation d'étoiles dans cette région semble être 10 fois plus élevé que dans la Voie lactée.
Le diamètre du disque est d'environ 8 kpc (∼26 100 al) et son épaisseur atteint environ 200 pc (∼652 al) Des images à longue exposition montrent que le disque est entièrement contenu dans la galaxie. On estime que la masse totale du gaz contenu dans le disque est comprise entre 1,3 et 1,9 milliard de masses solaires.

### Disque nucléaire compact
Une analyse de la distribution du monoxyde de carbone (CO) a révélé un disque autour du noyau. La masse de gaz de ce disque est de 8,4 x 107 {\displaystyle M_{\odot }} et son diamètre est d'ienviron 400 pc (∼1 300 al). Des disques de cette taille semblent communs aux galaxies actives. L'axe principal de ce disque est incliné à un angle de 140° à 145°. Il s'écarte de cet angle dans la bande de poussière, mais il est perpendiculaire à l'orientation du jet. Cela suggère une certaine interaction entre ce disque et le jet.
Les observations dans l'infrarouge et les micro-ondes suggèrent qu'il y a une chute de température le long du disque. Ceci est attendu si l'excitation de la bordure du disque provient principalement du rayonnement à haute énergie de la zone centrale.

### Disque de gaz chaud
Un autre disque plus petit de gaz chaud a été découvert grâce au télescope Hubble. Avec un diamètre de 40 parsecs, il est nettement plus petit que les disques de gaz découverts dans d'autres galaxies. Il se peut que ce soit la partie externe du disque d'accrétion du trou noir. La formation de ce disque qui alimente le trou noir pourrait être si récente qu'il n'est pas encore aligné avec le plan du disque galactique, son angle étant d'environ 33°. On pense que ce disque est plus soumis à la force de gravité de la galaxie qu'à celle du trou noir,.

### Jet
L'énorme production d'énergie du Centaure A provient du gaz tombant dans le trou noir central. Une partie de cette matière est à nouveau éjectée dans deux jets opposés à une fraction considérable de la vitesse de la lumière. Les détails de ce processus ne sont toujours pas clairs. Les jets interagissent avec le gaz environnant et affectent probablement le taux de formation d'étoiles dans la galaxie.
Si vous n'observez que la zone centrale, un jet linéaire brillant peut être suivi depuis le centre de la zone radio sur une distance (projetée) de 1 pc et avec un angle de position de 51°. Les observations VLBI montrent un contre-jet faible. Le jet lui-même contient des structures nodulaires. Plusieurs années d'observations VLBI montrent des changements structurels significatifs dans les nœuds. De plus, on a observé un mouvement pouvant atteindre un dixième de la vitesse de la lumière. Ce mouvement observé se superpose au mouvement relativiste du jet.
Deux composants du jet semblent évoluer lentement. Un autre composant existe très près du noyau, mais il semble être stationnaire. Cela suggère que les nœuds stationnaires se produisent lorsque des étoiles ou des nuages de gaz dans la galaxie traversent le jet, provoquant des ondes de choc. Comme une grande partie du jet se trouve dans le corps principal de la galaxie, une telle interaction est attendue.
Le jet opposé est beaucoup moins visible que le jet nord-est. Le jet nord est très clair et contient plusieurs structures locales, tandis que le jet opposé sud n'a été reconnu que par la découverte de quelques nœuds faiblement visibles. Cette grande différence de luminosité peut s'expliquer par le rayonnement Doppler relativiste, dans lequel le rayonnement dirigé vers nous est amplifié. Il apparaît que le jet nord-est pointe vers nous à un angle entre 50° et 80° par rapport à la ligne de visée et que sa vitesse atteint 45 % de celle de la lumière.
La transition du jet au nuage en forme de champignon a lieu à l'emplacement de la structure de coque optique la plus interne. Cette transition est interprétée comme l'onde de choc du jet à l'interface du gaz interstellaire et intergalactique de la galaxie. La longueur totale du jet dans la gamme des ondes radio s'étend sur 10 minutes d'arc dans le ciel, soit environ 30 000 années-lumière.

### Amas globulaire

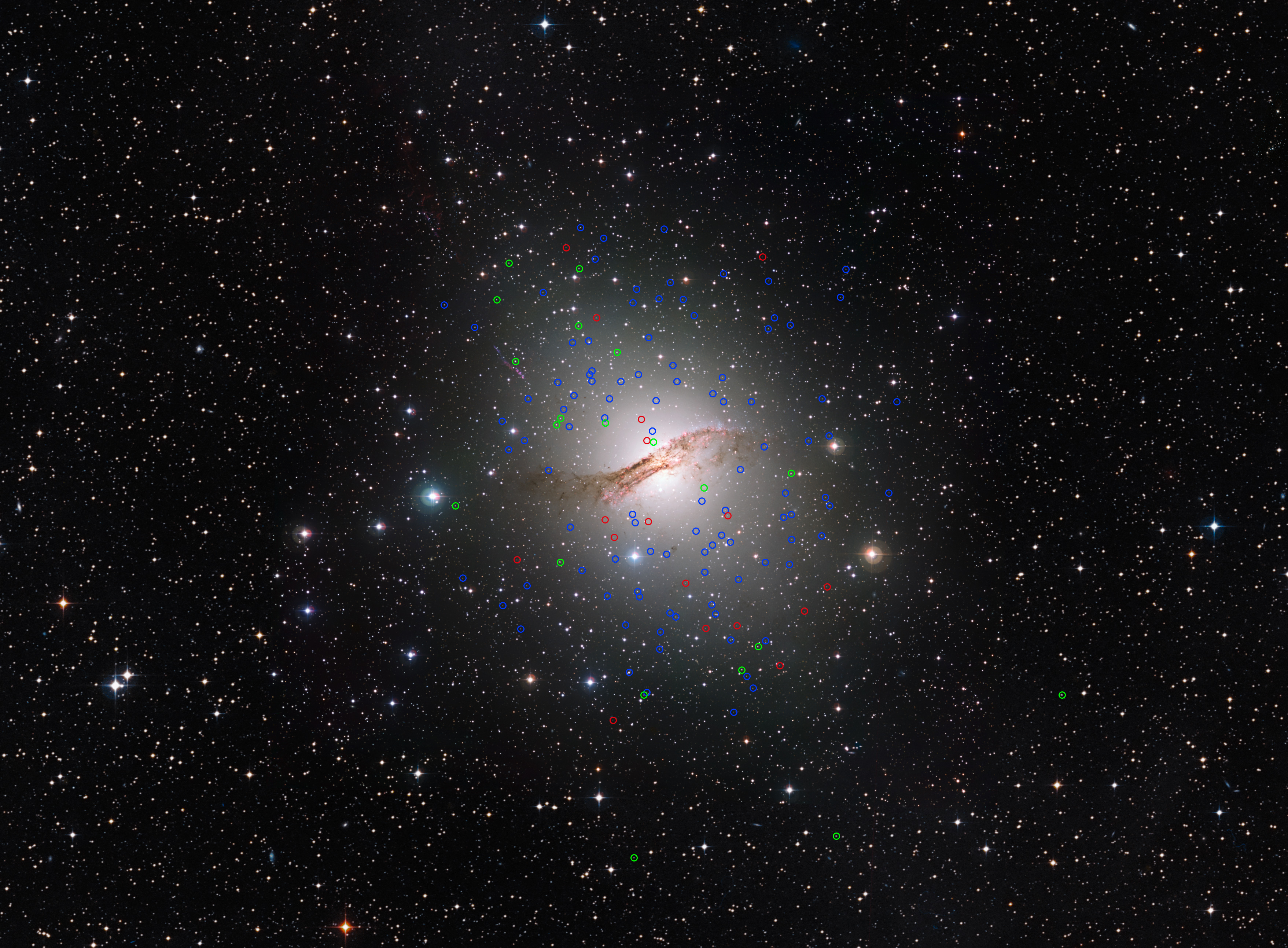
NGC 5128 et ses amas globulaires, par le VLT (ESO).

On estime que plus de 1500 amas globulaires entourent NGC 5128. L'étude de la population des amas d'étoiles est une indication de l'évolution de la galaxie.
Lors d'un examen de 605 amas d'étoiles de NGC 5128, 268 se sont avérés pauvres en métaux (éléments plus lourd que l'hélium) et 271 riches en métaux. Les amas globulaires riches en métaux ont montré un mouvement de rotation autour de l'axe principal de la galaxie, tandis que les amas pauvres en métaux n'ont montré pratiquement aucun signe de rotation. La distribution bimodale de la population d'amas globulaire est significative par rapport à l'histoire supposée de la fusion de la galaxie avec une galaxie spirale. Cette distribution de métallicité a aussi été observée dans d'autres fusions galactiques. Un autre échantillon a montré que 68 % des amas d'étoiles avaient plus de 8 milliards d'années et une petite partie avait moins de 5 milliards d'années. Ce résultat suggère qu'il y a eu plusieurs époques de formation d'étoiles dans la galaxie, dont chacune a contribué à une partie de la population d'étoiles d'aujourd'hui.
La distribution de luminosité des amas correspond très bien à la fonction de distribution connue de la classe des vastes galaxies. De plus, la distribution des tailles et des ellipticités des amas globulaires correspond à celles trouvées dans le système de la Voie lactée.
Lors de l'examen de 125 amas globulaires avec le VLT, on a tenté de déterminer la masse de chaque amas et de la corréler avec sa luminosité. Pour la plupart des amas d'étoiles, comme prévu, les objets les plus brillants étaient aussi les objets les plus massifs. Cependant, certains amas se sont avérés beaucoup plus massifs que leur luminosité ne le suggère. Plus ces amas globulaires sont massifs, plus la proportion de matière sombre est importante. Ces amas globulaires « sombres » pourraient soit contenir encore une quantité inattendue de matière noire concentrée, soit un trou noir central massif.

## Observations

### Onde radio
Il y a deux régions d'émission radio dans Centaurus A. La source externe fait un angle de 40 degrés par rapport à la zone interne. Le diamètre de la source externe est d'environ 1,7 million d'années-lumière, l'un des plus gros objets dans le ciel. Son diamètre apparent est égal à 8°, soit seize fois le diamètre de la pleine lune. Malgré ses immenses régions, le rayonnement radio de Centaurus A est de très faible intensité, 1 000 fois plus fort que celui d'une galaxie spirale, mais seulement le millième de l'intensité optique de ses étoiles. Même s'il est difficile d'observer à grande échelle les structures de faible intensité des zones radio de Centaurus A, cela s'avère d'une grande importance, car aucune radiogalaxie ne le permet avec autant de détails. L'intensité radio des zones situées au nord et au sud présente une très grande asymétrie.

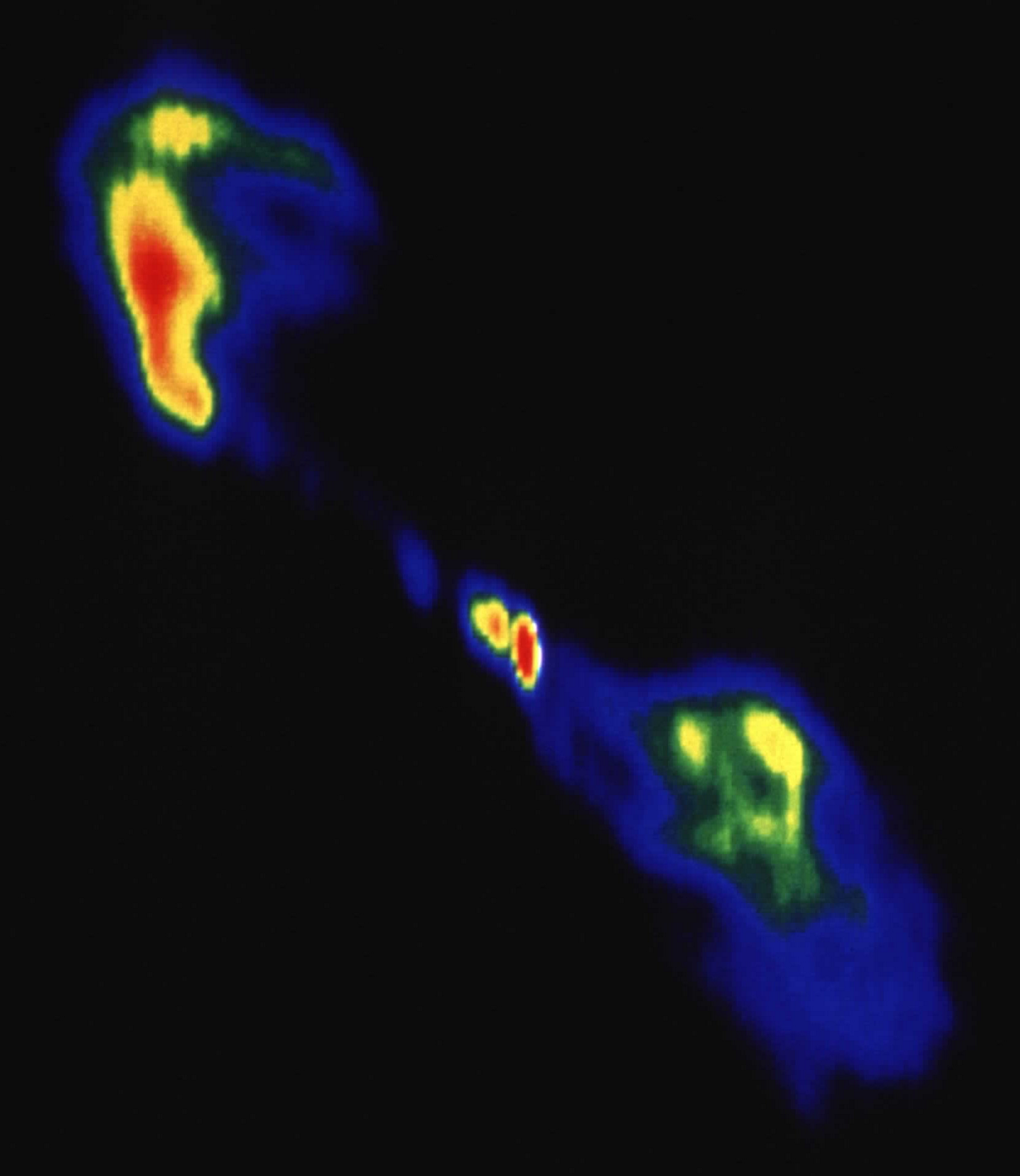
Cette vue des jets de Centaurus A a été prise dans la gamme des ondes radio avec une longueur d'onde de 20 cm en utilisant le VLA. La position des jets et des nœuds radio à l'intérieur du jet optique coïncident étonnamment bien avec les structures du jet de rayonnement X. Cette zone du jet est connue sous le nom de « lobe intérieur ».

Les nuages radio sont probablement constitués de gaz chaud expulsé du cœur. Le rayonnement radio est produit par les radiations synchrotrons des électrons libres en mouvement rapide dans les champs magnétiques des régions d'émission. Les électrons des zones externes des nuages radio auraient été éjectés du noyau de la galaxie il y quelque 100 millions d'années. Depuis, leur éjection, la direction des éjections a tourné de 40° dans le sens antihoraire et la force du rayonnement a changé.
On a donné le nom de lobe moyen nord à la partie la plus brillante du lobe nord et il n'y a pas d’équivalant pour le lobe du sud. Dans la gamme des fréquences radio de 5 GHz, le lobe moyen nord représente 45 % de toutes les émissions radio. Ce lobe est aussi associé à des émissions de rayons X de faible énergie (rayons X mous).
À partir du centre de Centaurus A, la région intérieur se déploie symétriquement sur environ 16 000 années-lumière. Les ondes radio internes contribuent à environ 30 % des émissions radio dans la gamme 5 GHz. L'émission radio du nord de la région est environ 40 % plus intense que celle de la zone sud. La polarisation de lobes internes est radicalement différente de celle des lobes moyen et externe.
La technique VLBI permet d'augmenter considérablement la résolution en onde radio par rapport à celle des radiotélescopes. En combinant cette technique à celle d'un réseau de radiotélescopes à très longue ligne de base (VLBA), on a détaillé les structures du jet de NGC 5128 de l'année 1992 à 2000. Deux composants (C1 et C2) ont été découverts dans le jet et ceux-ci se déplacent à des vitesses avoisinant 12 % de la vitesse de la lumière. Une composante stationnaire C3 plus proche du noyau a aussi été observée.

### Micro-onde

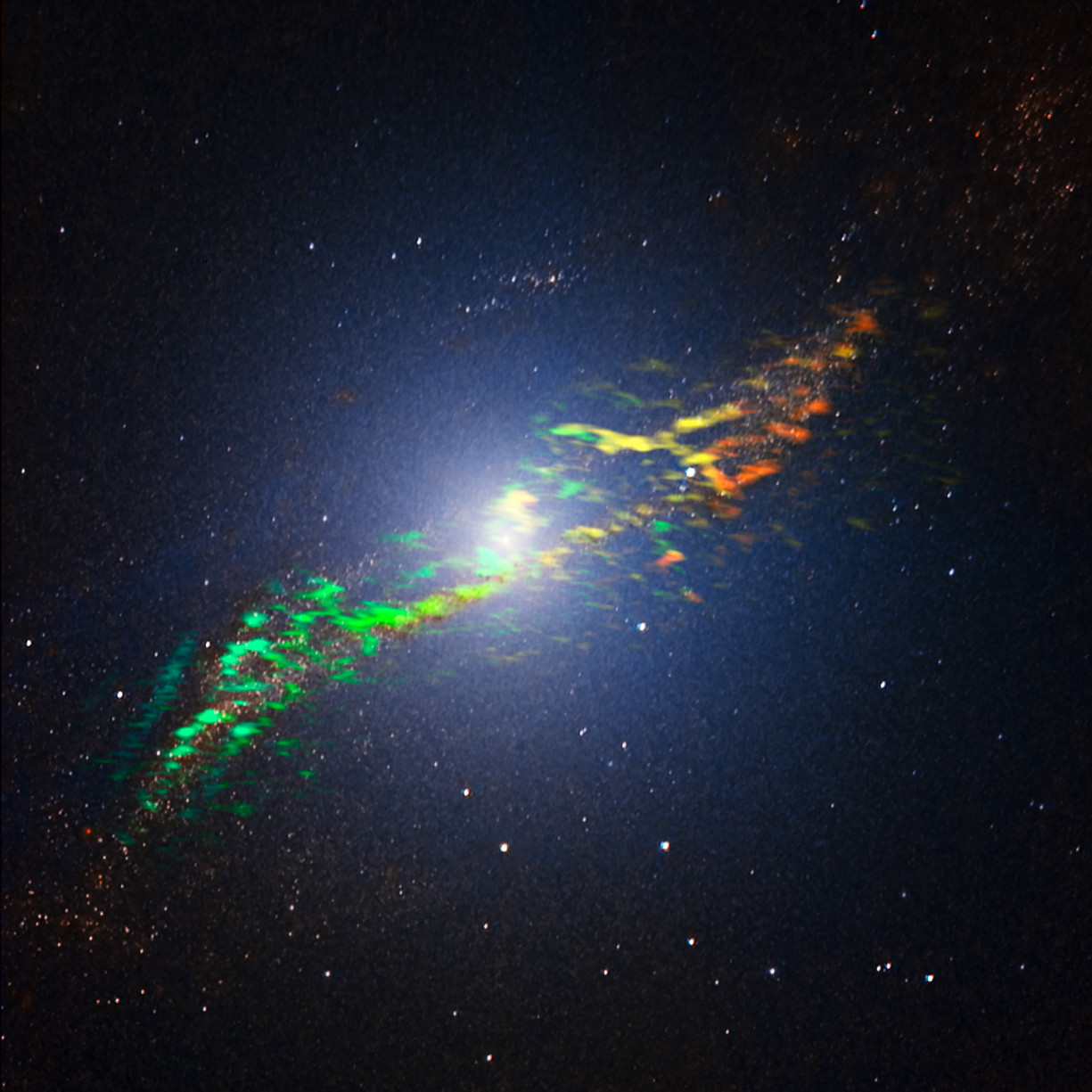
Centaurus A à une longueur d'onde de 1,3 mm par le Grand réseau d'antennes millimétrique/submillimétrique d'Atacama (ALMA).

En 2012, une étude de Centaurus A a été réalisée dans le domaine des ondes millimétriques et submillimétriques en utilisant le réseau de radiotélescopes ALMA. Le rayonnement de 1,3 mm capté pour construire l'image de NGC 5128 est émis par les atomes de monoxyde de carbone. Les ondes émises par le gaz en mouvement dans cette galaxie voient leur longueur d'onde changée légèrement en raison de l'effet Doppler. Le mouvement du monoxyde de carbone peut ainsi être codé dans l'image : les zones vertes se rapprochent de nous et les zones orange s'éloignent.

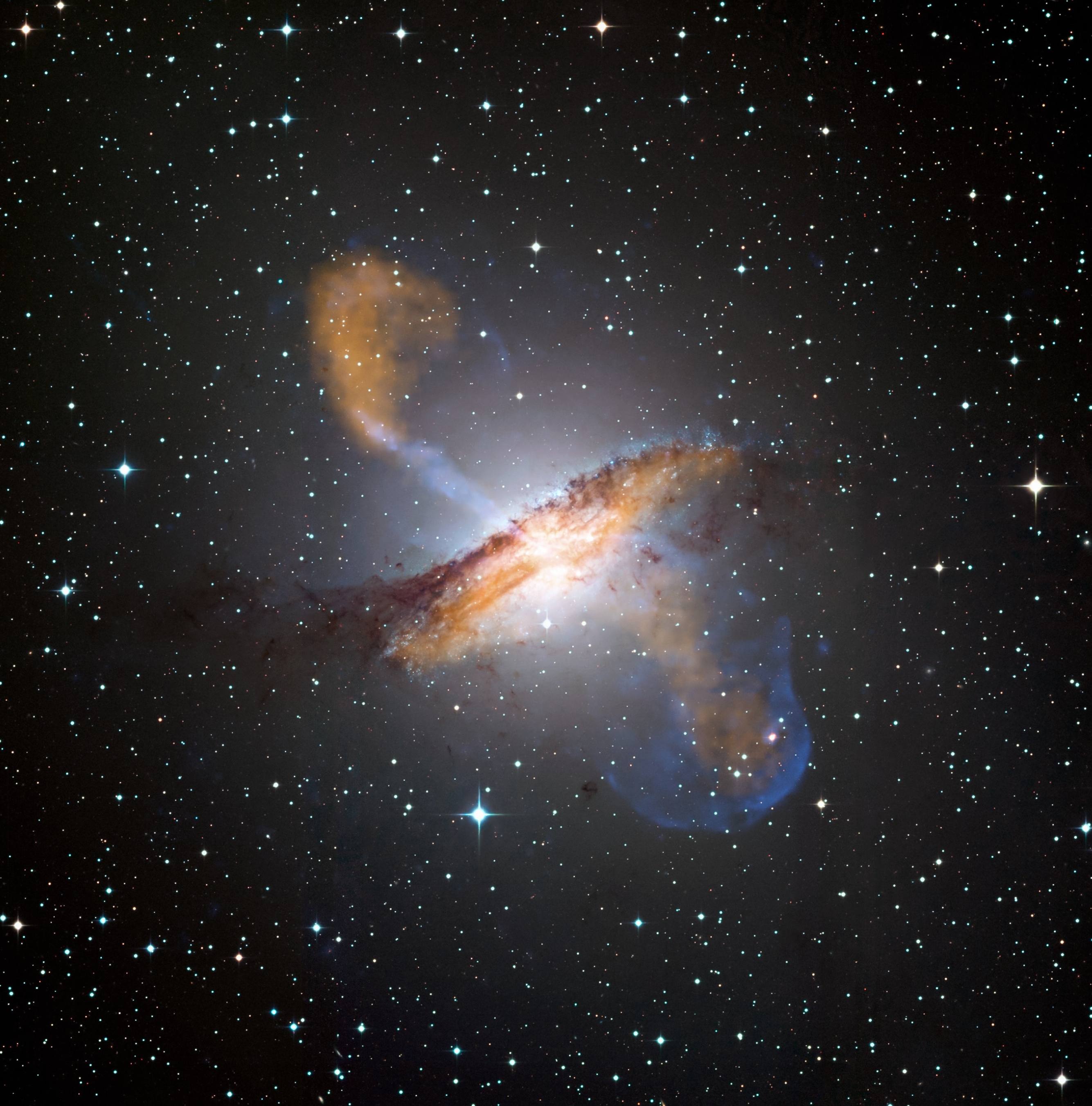
Superposition d'images dans le domaine submillimétrique (APEX, en orange) avec le rayonnement X (Chandra, en bleu) et en lumière visible.

Dans l'image composite (submillimétrique, rayon X et lumière visible), les données submillimétriques à une longueur d'onde de 870 micromètres provenant de l'instrument LABOCA installé sur le radiotélescope APEX (Atacama Pathfinder Experiment) sont affichées en orange. À cette longueur d'onde, on voit non seulement le rayonnement thermique en provenance du disque central de poussière, mais aussi le rayonnement de la source radio centrale et celui des jets internes situés au nord et au sud du disque de poussière. Ce rayonnement submillimétrique, comme le rayonnement en onde radio, provient du mouvement spiralé rapide des électrons autour des lignes de champ magnétique. Une analyse montre que la matière des jets est éjectée à près de la moitié de la vitesse de la lumière. L'étude de ce même rayonnement a aussi permis de déterminer la température du disque de poussière, soit entre 17 et 20 kelvins. Cette température est comparable à celle du disque de la Voie lactée. La masse totale du gaz a aussi pu être estimée à une valeur de 2,8 x 109 {\displaystyle M_{\odot }}.

### Infrarouge

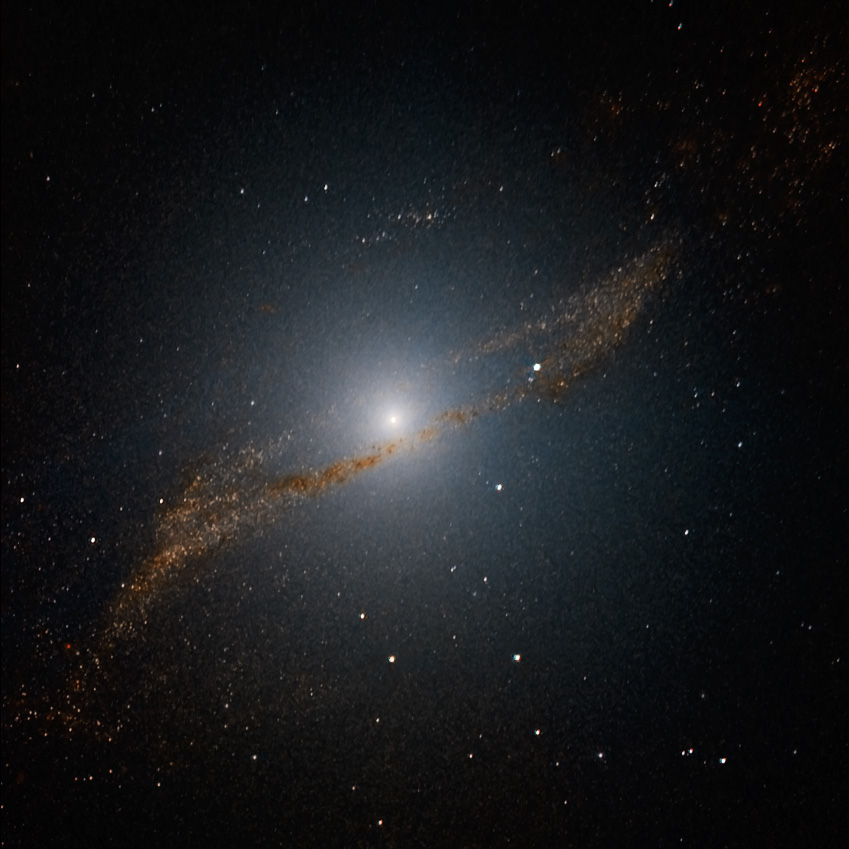
Image provenant des données captées dans le domaine de l'infrarouge proche par l'instrument SOFI installé sur le télescope NTT de l'observatoire de La Silla (Observatoire européen austral).

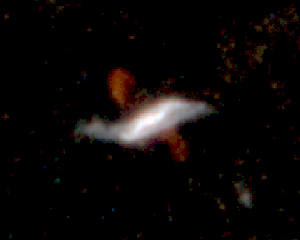
Image de NGC 5128 en infrarouge lointain provenant des données captées par le télescope spatial Herschel.

En lumière visible, le centre de Centaurus A nous est caché par une bande de poussière. Heureusement, les longueurs d'onde infrarouges peuvent pénétrer les nuages de poussière et nous révéler ainsi la structure du centre de cette galaxie. La longueur d'onde utilisée pour construire l'image provenant du télescope New Technology Telescope (NTT) est quatre fois plus longue que celle des ondes de la lumière visible. Comme on s'y attend pour une galaxie lenticulaire, la densité d'étoiles augmente régulièrement vers le centre. On rencontre cependant moins de bandes de poussière dans ces galaxies. De nouvelles étoiles naissent dans les zones les plus denses de la bande de poussière. Ces zones peuvent être identifiées dans les images optiques (comme l'image prise par Hubble) sur la bordure de la ceinture de poussière.
Lors de la collision mentionnée précédemment, les étoiles de la galaxie spirale ont été dispersées dans toute la galaxie, tandis que certains nuages de poussière et de gaz ont été déviés vers le centre de la galaxie lenticulaire. Ils ont alors formé un disque d'accrétion autour du trou noir supermassif central. L'énergie libérée a été alors émise dans les longueurs d'onde de haute énergie. Les observations avec le télescope spatial Spitzer ont révélé une structure semblable à un parallélogramme dans la bande de poussière centrale. Cette forme étrange proviendrait de la fusion entre Centaure A et une petite galaxie spirale. Le disque de la galaxie résultante se serait plié et tordu pendant la fusion des deux galaxies.
En 2006, grâce aux observations réalisées avec le télescope spatial Spitzer, on a découvert un coquille d'environ 500 parsecs de rayon autour du noyau de la galaxie. Dans le domaine de l'infrarouge moyen, il s'agissait de la première structure de coquille découverte autour du noyau d'une galaxie. Cette coquille est invisible dans le domaine optique. La coque est alignée perpendiculairement au disque de gaz et de poussière et non le long du jet radio. On estime que cette coquille est âgée de quelques millions d'années et que sa masse est d'environ un million de masses solaires. Cette coquille pourrait provenir d'un sursaut de formation d'étoiles au cours duquel des étoiles totalisant plusieurs milliers de masse solaires seraient nées. Une autre hypothèse mentionne que l'intensité du rayonnement du noyau actif alimente l'enveloppe en énergie.
Entre 1999 et 2002, on on a réalisé 20 photographies dans deux domaines de l'infrarouge proche avec l'instrument ISAAC installé sur le VLT afin de trouver des étoiles variables. On en a trouvé plus de 1 000, dont la plupart était de type Mira. Ces vieilles étoiles voient leur luminosité varier sur une longue période et elles sont très utiles pour déterminer la distance des galaxies.

### Lumière visible

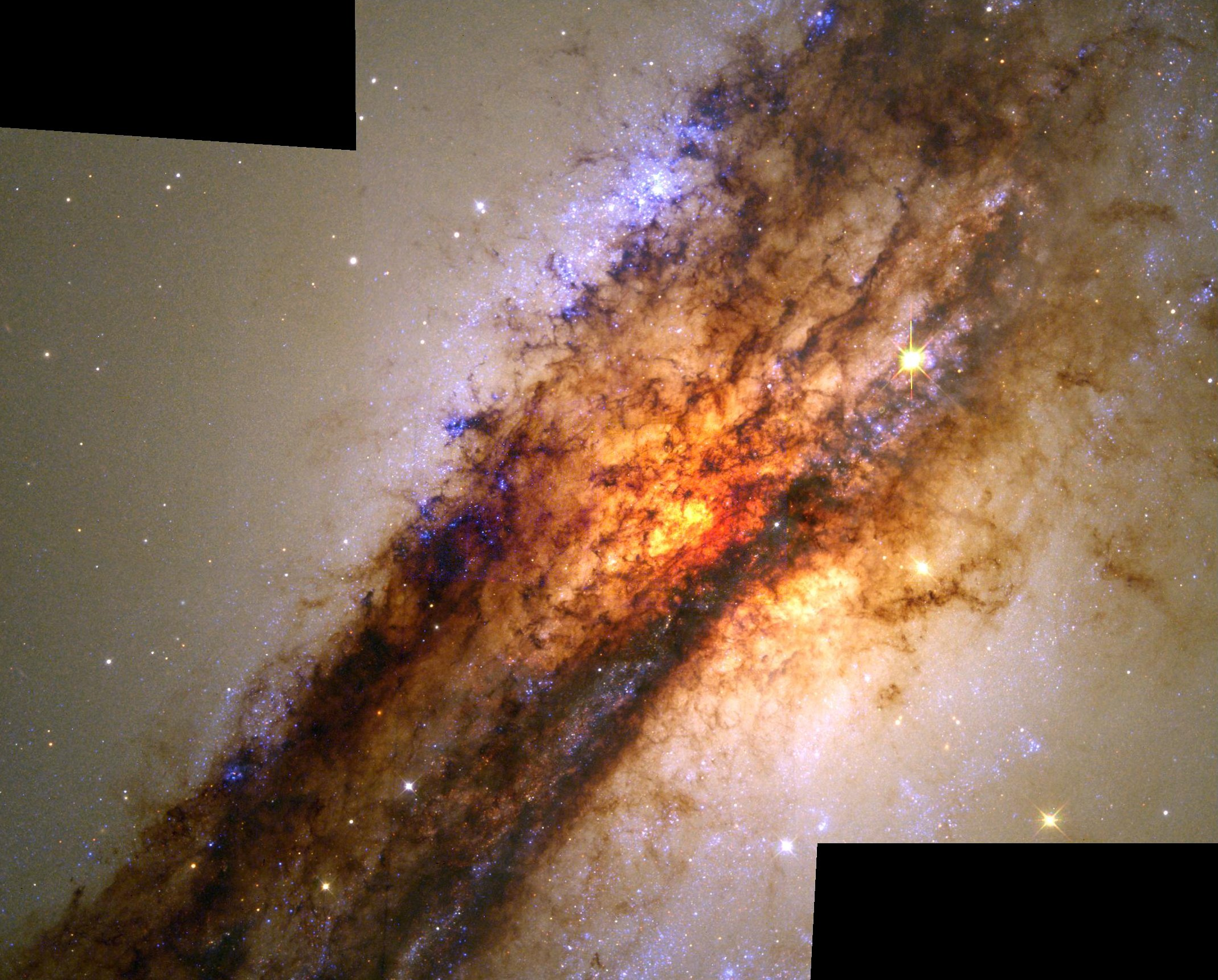
Zone centrale de Centaurus A examiné avec le télescope spatial Hubble (Crédit : HST/NASA/ESA).

À l'aide du télescope Hubble, on a observé de jeunes amas ouverts d'étoiles près du disque de poussière. Les photographies optiques normales ne montrent que la zone non obscurcie par ce disque. L'astronome et astrophotographe britanico-australien David Malin (en) a pu examiner plus précisément les zones périphériques de la galaxie à l'aide d'une technique spéciale. Les photos réalisées montrent l'énorme taille de Centaurus A ainsi qu'une structure de plusieurs coquilles. Ces coquilles proviendraient aussi de la collision de NGC 5128 avec une plus petite galaxie spirale.

### Ultraviolet

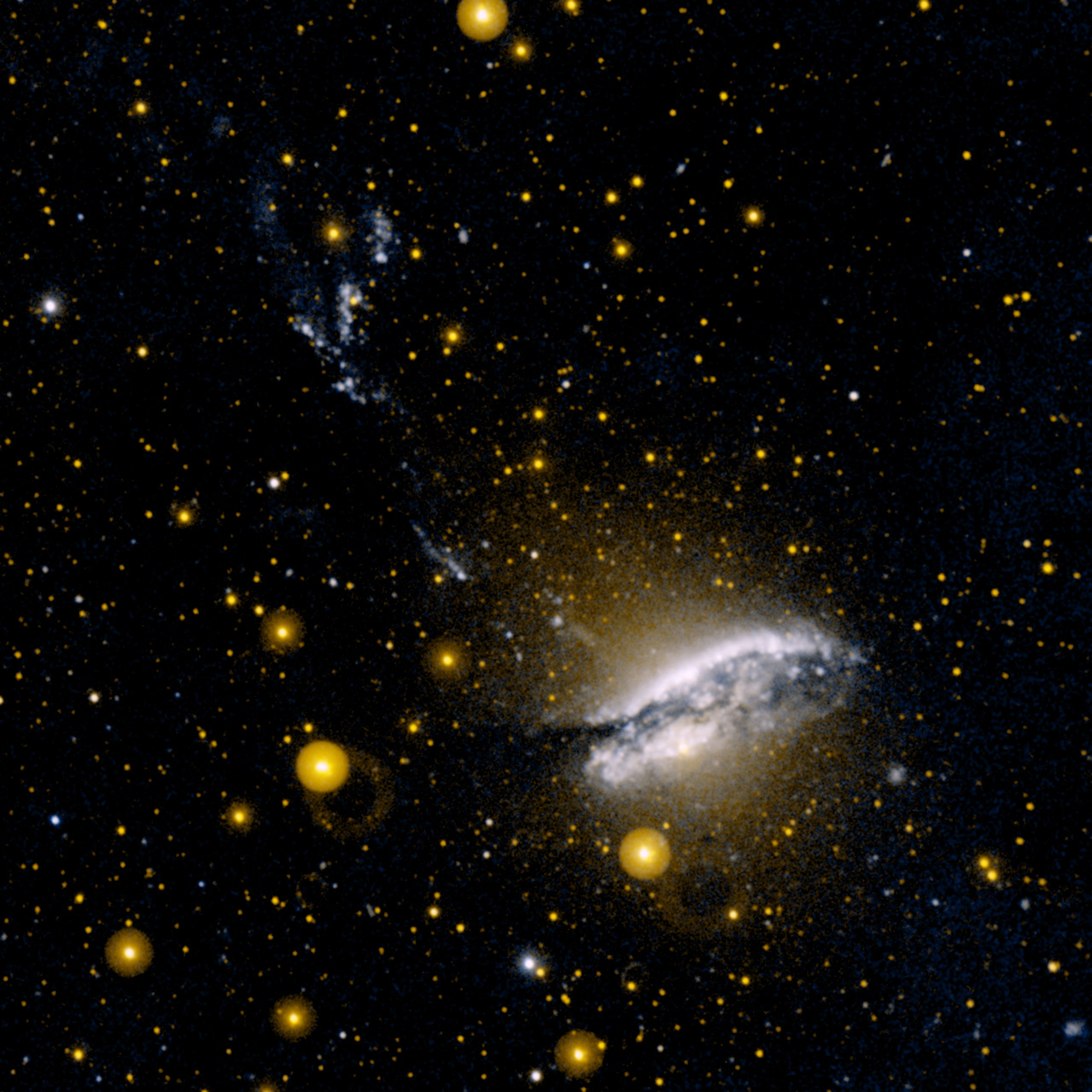
Centaurus A dans le domaine de l'ultraviolet par le télescope spatial GALEX.

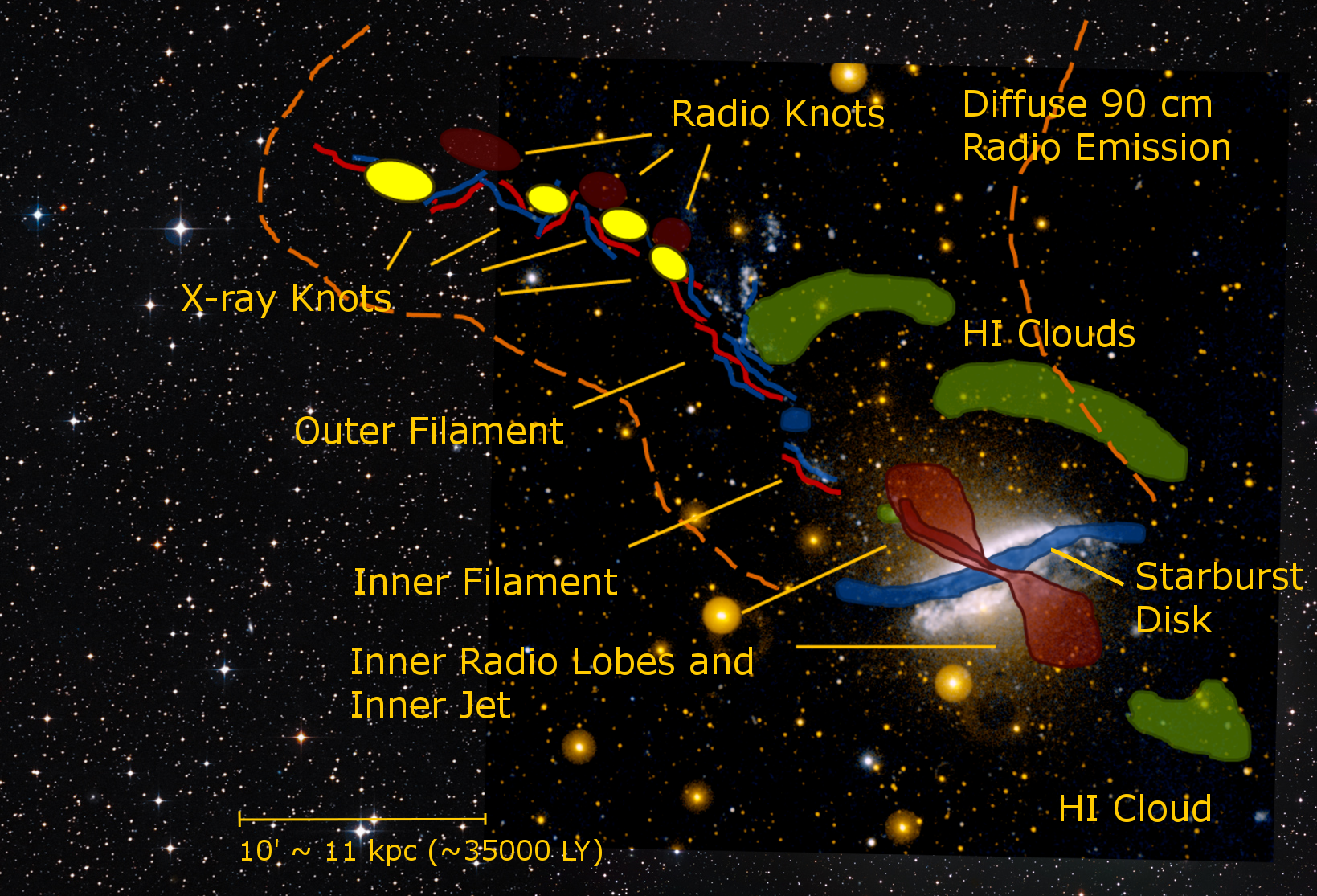
Diagramme des composants de Centaurus A.

Puisque l'atmosphère terrestre bloque presque entièrement le rayonnement UV, on doit utiliser un télescope spatial pour étudier Centaurus A dans de domaine du spectre électromagnétique. Un observatoire spatial dédié à l'ultraviolet tel que GALEX permet aussi d'étudier des très jeunes étoiles géantes qui brillent en UV.
On a découvert grâce à l'observatoire GALEX une structure de bandes qui serpente à plus de 35 parsecs au nord-est de la galaxie. Ces bandes sont associées à des structures nodulaires que l'on a observées dans les domaines des ondes radio et des rayons X. Dans l'image de GALEX à droite, on montre les bandes d'émission UV en bleu et celle d'émission de rayon X en bleu. Les zones d'émission radio sont en jaune.
On peut également voir que la bande de poussière centrale de NGC 5128 est une forte source de rayonnement UV (en bas à droite). Les instruments GALEX sont configurés pour être particulièrement sensibles au rayonnement des étoiles O et B, que l'on trouve dans les régions où naissent les étoiles. Ces émissions pourraient provenir d'un sursaut de formation d'étoiles dont le taux de formation avoisine deux masses solaires par an et qui a duré de 50 à 100 millions d'années.
Il est plausible que le noyau actif de la galaxie ait contribué à la formation d'étoiles pendant ce sursaut. Un vent stellaire galactique propulsé émis de la région centrale aurait aussi pu affecter la région de transition nord. Cela aurait entraîner la formation d'étoiles dans le gaz dense de cette région.

### Rayon X

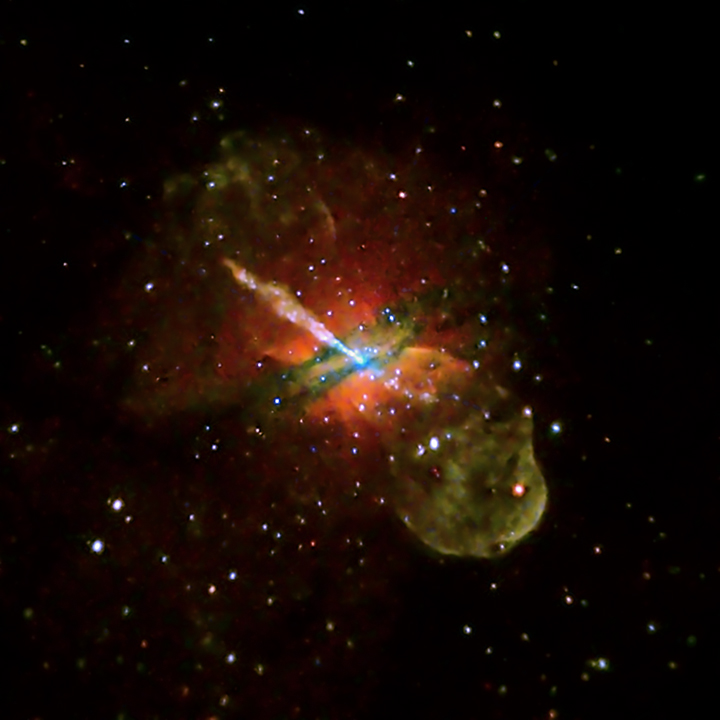
Sur cette image, les rayons X de basse énergie sont représentés en rouge, les énergies moyennes en vert et les énergies les plus élevées en bleu. Les bandes bleues et rouges orientées perpendiculairement au jet sont des bandes de poussière qui absorbent les rayons X.

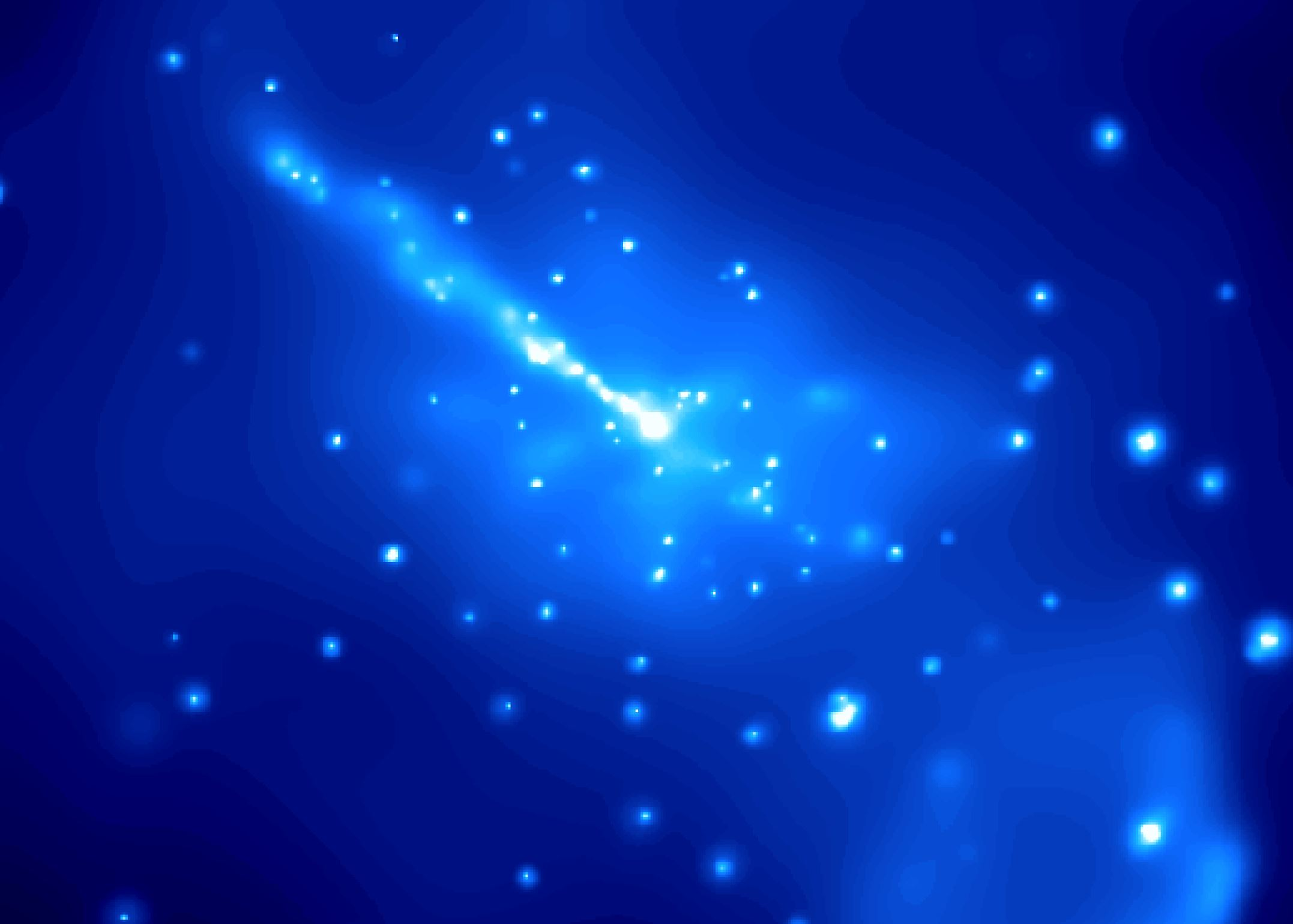
Image provenant de Chandra montrant le jet relativiste de Centaurus A.

Les observations dans le domaine des rayons X réalisées avec le télescope Chandra ont révélé un jet d'émission de 30 000 années-lumière en provenance du cœur de la galaxie. La luminosité du noyau en rayon X peut changer en quelques jours ce qui implique que la source ne mesure pas plus qu'un centième d'année-lumière. Le rayonnement X provient sans doute d'un disque d'accrétion autour du trou noir supermassif au centre de Centaurus A. On aperçoit dans la partie inférieure du jet la réflexion d'une onde de choc, probablement générée par la collision entre la matière éjectée et le gaz déjà présent à cet endroit.
En 2013, les astronomes ont aussi utilisé Chandra pour localiser les sources ponctuelles de rayon X dans la galaxie. La plupart de ces sources étaient des objets compacts, soit des trous noirs stellaires ou des étoiles à neutrons qui ingurgitaient la matière de leur étoile compagne.
Les résultats ont montré que les masses des objets compacts se répartissaient en deux catégories, soit jusqu'à deux fois plus massif ou plus de cinq fois plus massif que le Soleil. Ces deux groupes correspondent à des étoiles à neutrons et à des trous noirs. Cet écart de masse entre les deux catégories donne une indication de la façon dont les étoiles explosent. Étant donné que les masses des étoiles sont réparties sur une plage continue, on pourrait s'attendre normalement à ce que la plage de masse des trous noirs commence là où se termine la plage des étoiles à neutrons, soit à partir d'environ 2 masses solaires. Cette distribution de masse inégale a déjà été découverte dans la Voie lactée. Les observations confirment aussi cet écart de masse également dans des galaxies plus éloignées.

### Rayonnement gamma

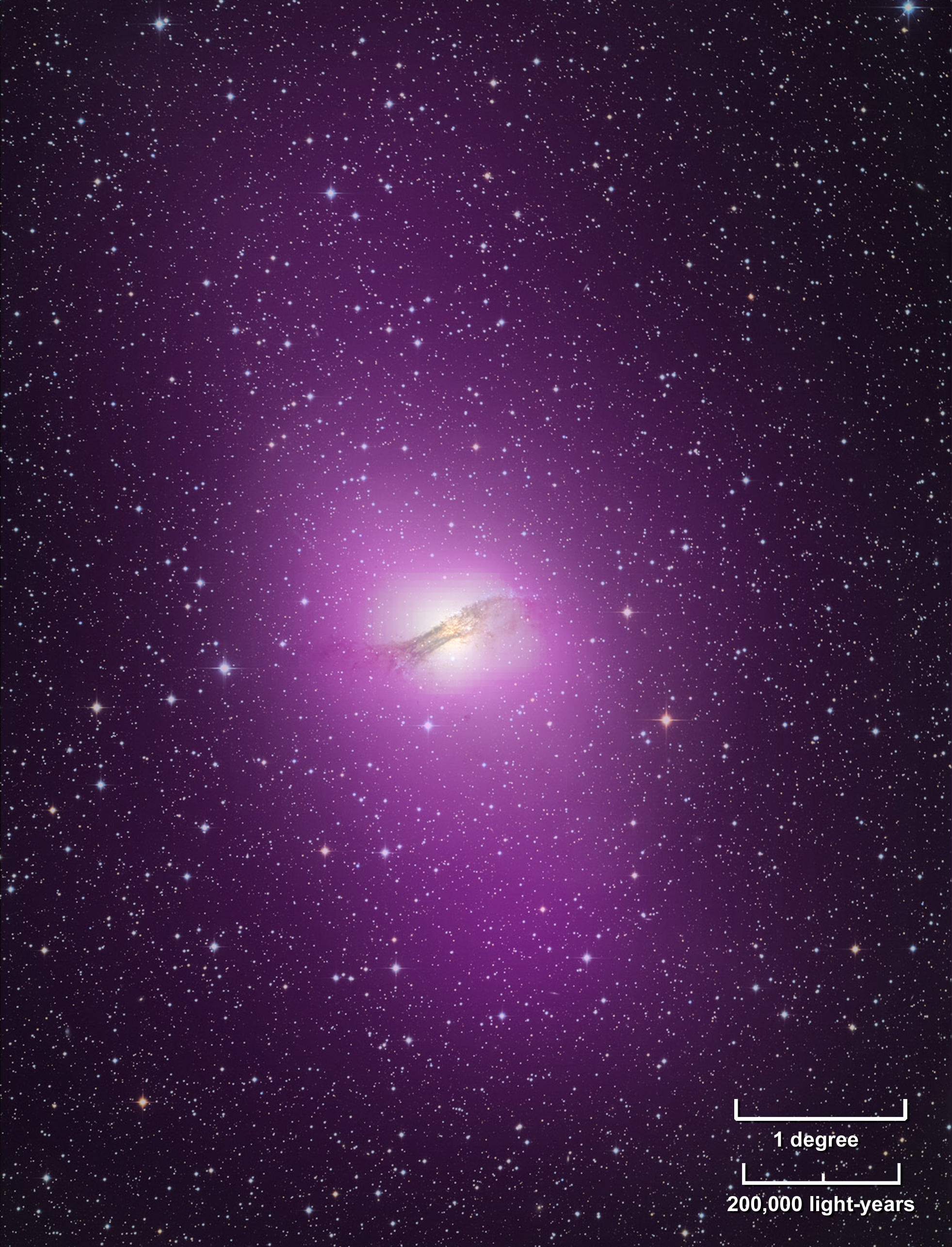
L'énergie du rayonnement gamma émis dépasse celle des ondes radio de plus d'un facteur 10. Les rayons gamma de haute énergie enregistrés par le télescope spatial Fermi sont représentés ici en violet.

On peut soit observer le rayonnement gamma en utilisant un télescope spatial ou de façon indirecte en captant les courts éclairs lumineux produit dans l'atmosphère terrestre lorsque des rayons gamma frappent la couche d'air de la Terre. Le réseau de télescopes HESS (High Energy Stereoscopic System) à imagerie atmosphérique Tcherenkov situé en Namibie a été conçu pour capter ces éclairs lumineux.
Entre 2004 et 2008, en 115 heures d'observation, le réseau de télescopes a pu détecter un signal faible en provenance du centre de Centaurus A. L'intensité du rayonnement a atteint environ 0,8 % de l'intensité du rayonnement de la nébuleuse du Crabe. Aucun changement de rayonnement n'a été détecté dans les observations de HESS. Étant donné que Centaurus A est une galaxie active très proche, il est très possible que les télescopes Cherenkov comme HESS soient également capables un jour de résoudre en détail le jet interne de la galaxie,.
Le rayonnement gamma émanant des bulles radio découvert par l'instrument LAT de Fermi est généré par diffusion Compton par des particules qui sont accélérées par des collisions avec le fond diffus cosmologique à des énergies de l'ordre de 1012 eV. L'analyse des mesures effectuées par le LAT dans la gamme d'énergie supérieure à 100 MeV a duré 10 mois et elle a révélé une source ponctuelle dans la zone centrale. Cela coïncide avec la position du noyau de Centaurus A. Aucun changement d'intensité de rayonnement n'a été observé. Les astronomes supposent que ce rayonnement émane du bord intérieur du disque de gaz qui entoure le trou noir. Les rayons X sont émis depuis des régions plus éloignées.

### Rayons cosmiques
L'observatoire Pierre-Auger situé en Argentine observe le ciel pour y détecter des collision entre les rayons cosmiques et l'atmosphère terrestre. Ce rayonnement dont l'énergie se situe entre 1017 et 1019 eV est composé de particules chargées, en grande partie des protons. Ces particules chargées peuvent subir des collisions avec les atomes de l'atmosphère terrestre lorsqu'elles se dirigent vers la Terre. Ces collisions créent une cascade de particules secondaires que cet observatoire peut observer. Cependant, ces événements sont très rares. Sur 69 événements détectés avec des énergies supérieures à 55 exaélectronvolt (EeV = 1018), 15 se sont produits dans une région autour de Centaurus A. Cependant, Centaurus A en tant que source de rayons cosmiques de haute énergie n'a pas été suffisamment confirmé.

### Neutrinos
Les neutrinos sont des particules élémentaires qui interagissent à peine avec la matière normale. Ils peuvent voyager sur de longues distances sans être ni absorbés ni dispersés, pouvant ainsi nous donner des informations sur des événements se produisant aux confins de l'Univers observable. Les neutrinos peuvent être créés lors d'événements impliquant des énergies très élevées. Les noyaux actifs des galaxies et leurs jets pourraient donc créer des neutrinos de haute énergie. Un scénario plausible implique des particules chargées, comme les protons, qui sont accélérées à des énergies très élevées dans le jet. Ces protons pourraient interagir avec le fond diffus cosmologique ou avec d'autres particules présentes dans le jet créant alors une cascade de particules plus légères. Ces particules pourraient ensuite engendrer des neutrinos de haute énergie lors de leur désintégration.
Plusieurs scénarios ont été proposés sur la façon dont les jets dans les noyaux actifs des galaxies génèrent ces neutrinos : les particules chargées telles que les protons sont accélérées à des énergies très élevées dans le jet. Ces protons de haute énergie interagissent avec le fond diffus cosmologique ou d'autres particules de l'environnement. Cela crée une cascade de particules plus légères, puis de particules chargées à travers une désintégration supplémentaire des pions. Ceux-ci génèrent des neutrinos de haute énergie lorsqu'ils se désintègrent.
On n'a pas encore réussi à détecter clairement des neutrinos en provenance de Centaurus A, malgré le fait qu'un détecteur comme IceCube enfoui sous la glace antarctique puisse le faire. Centaurus A n'est donc peut-être une source typique de neutrinos ou bien les modèles surestiment le taux de production de ceux-ci.

## Supernovas
Deux supernovas ont été observées dans Centaurus A. La première, appelée SN 1986G (en), a été découverte dans la bande sombre de poussières de la galaxie par l'astronome amateur australien Robert Evans en 1986.
Elle fut plus tard classée comme supernova de type Ia. Ce type de supernova se forme lorsque la masse d'une naine blanche croît suffisamment pour faire démarrer la fusion du carbone dans son cœur, produisant une réaction thermonucléaire incontrôlée. Cela peut se produire quand une naine blanche membre d'un système d'étoile binaire aspire du gaz de l'autre étoile. SN 1986G a été utilisée pour démontrer que les spectres des supernovas de type Ia ne sont pas tous identiques, et que les supernovas de type Ia peuvent différer sur la façon dont leur luminosité change au cours du temps.
La seconde, 2016adj, a été découverte par Peter Marples et Greg Bock du groupe BOSS (Backyard Observatory Supernova Search),. Cette supernova était de type IIb.

## Groupe de Centaurus A
Selon A. M. Garcia NGC 5128 (Centaurus A) fait partie d'une groupe de galaxie qui porte son nom. Le groupe de Centaurus A compte au moins huit membres. Les autres membres du groupe sont NGC 4945, NGC 5206, NGC 5237, NGC 5408, ESO 270-17, ESO 324-24 et ESO 325-11.
Centaurus A est au centre d'un des deux sous-groupes du groupe Centaurus A/M83, un groupe de galaxies proche. Messier 83 (la galaxie « Pinwheel » australe) est au centre de l'autre sous-groupe. Ces deux sous-groupes sont parfois considérés comme un seul groupe,. Toutefois Garcia considère que ce sont deux groupes distincts. Notons que les galaxies entourant Centaurus A et M83 sont physiquement proches les unes des autres et les que les deux sous-groupes ne se déplacent pas l'un par rapport à l'autre.

## Astronomes amateurs
Centaurus A est située à environ à 4° au nord de Omega Centauri (un amas globulaire visible à l'œil nu). Comme la galaxie possède une luminosité élevée et une taille angulaire relativement large, elle constitue une cible idéale pour les observations des astronomes amateurs. Le bulbe central brillant et la bande de poussières sombre sont visibles même avec des jumelles puissantes, et des détails supplémentaires peuvent être vus dans des télescopes plus importants.